# Isoplatoides spurcipennis
Isoplatoides spurcipennis är en stekelart som först beskrevs av Girault 1915.  Isoplatoides spurcipennis ingår i släktet Isoplatoides och familjen puppglanssteklar. Inga underarter finns listade i Catalogue of Life.